# Gerda Dijksman
Gerda Adriana Dijksman (Alblasserdam, 6 mei 1957) is een Nederlands politie-ambtenaar en voormalig PvdA-politicus.
Dijksman volgde de mavo in Alblasserdam, en ging daarna (1976) naar de politie-school in Scheveningen (HBO) en studeerde "cultureel werk" aan de Sociale Academie De Horst in Driebergen.
Zoals gebruikelijk trad Dijksman al bij het begin van haar opleiding bij de politieschool in dienst bij de politie. Ze vervulde zo'n tien jaar actieve dienst, uiteenlopend van de strandpolitie tot de informatiedienst bij de regionale recherche. In 1987 werd ze gedetacheerd als beleidsmedewerker "positieve actie" bij de Nederlandse Politie Bond, en in 1990 werd ze werkzaam als secretaris coördinator bij de Landelijke Politie Emancipatie Commissie. Dijksman was de eerste politievrouw die een Mobiele Eenheid-opleiding volgde, en nam in 1982 het initiatief voor emancipatiewerk bij de politie. In 1992 nam ze ook het initiatief tot een onderzoek naar seksuele intimidatie bij de politie, welk rapport na haar vertrek verscheen.
In 1992 verliet ze de politiesfeer en werd ze bestuurder bij de beroepsorganisatie voor banken en verzekeringen. In 1994 was ze een half jaar coördinator fraude bij de Gemeentelijke Sociale Dienst in Den Haag.
Op 17 mei 1994 werd ze lid van de Tweede Kamer der Staten-Generaal als opvolger van Piet Stoffelen. Ze had werd pas met haar kandidaatstelling lid van de Partij van de Arbeid. Als parlementariër hield ze zich vooral bezig met politie-aangelegenheden. Ze wilde haar lidmaatschap van de Kamer combineren met één dag per week werken bij de politie. Dat ging niet door, omdat de fractieleiding problemen vreesde van zo'n dubbelrol.
In 1997 verlaat Dijksman de Kamer alweer om chef te worden bij het politiedistrict Alblasserwaard-Vijfherenlanden. In 2002 wordt ze landelijk programmamanager voor huiselijk geweld bij de politie, en in 2007 wordt ze weer districtschef, ditmaal bij Zuidwest-Drenthe. In 2009 is ze voor enkele maanden gedetacheerd geweest in Kaapstad om inzicht te krijgen in verschillende leiderschapsstijlen.
In 2010 komt Dijksman in opspraak na een Twitterbericht over het al dan niet fascistische karakter van de Partij van de Vrijheid van Geert Wilders: "Politiek is nu goed wakker en buitelt over elkaar als het gaat om terechte zorg voor fascistische PVV". Na landelijke ophef waait het voorval betrekkelijk snel over. In hetzelfde jaar snijdt Dijksman zich wederom in de vingers. Ditmaal bericht zij via Twitter over een voorval waarbij twee doden zijn gevallen. Op het sociale medium bericht zij "dat het vast om huiselijk geweld gaat". De twee bleken uiteindelijk om het leven te zijn gekomen door een koolmonoxidevergiftiging. Na dit tweede voorval werd zij geschorst en uiteindelijk uit haar functie als districtschef ontheven. Haar Twitteraccount is sinds eind 2010 niet meer in gebruik geweest.
- Parlement.com: vg09lll6tpzy